# Sadocepheus tohokuensis
Sadocepheus tohokuensis är en kvalsterart som beskrevs av K. Fujikawa 2003. Sadocepheus tohokuensis ingår i släktet Sadocepheus och familjen Cepheidae. Inga underarter finns listade i Catalogue of Life.